# Assassinat de Pamela Werner
El dia 8 de gener de 1937 va aparèixer a Beijing el cadàver mutilat de Pamela Werner (nascuda 7 de febrer del 1917) filla adoptiva d'un diplomàtic i sinòleg britànic Edward T,C.Werner, succès que causà un enorme impacte en l'opinió pública de l'època. Malgrat la col·laboració entre funcionaris britànics i xinesos en la investigació, obstacles oficial s i el caos general de la ciutat (les tropes japoneses estaven a punt d'ocupar la ciutat); el cas es va tancar i a la guerra sino-japonesa va seguir la Segona Guerra Mundial. Le investigacions es van centrar en alguns membres de la comunitat expatriada de la ciutat, però el cas es va tancar oficialment i el culpable no es va trobar mai.
Setenta-cinc anys després l'historiador i escriptor Paul French va aportar més informació sobre el cas a partir de papers trobats en una caixa de l'Arxiu Nacional Britànic.

## Context històric
El desembre de 1935 Chiang Kai-shek esdevé Primer Ministre de la República de la Xina i es trobà amb dos reptes: el Partit Comunista de la Xina República i, des del principi, s'haurà d'enfrontar a dos problemes. D'una banda, el Partit Comunista Xinès, partit amb el qual havia mantingut períodes de col·laboració amb el Kuomingtang (KMT) i d'altra banda, l'imperialisme japonès amb intencions expansionistes a costa de la Xina. El 1931, el Japó va conquerir Manxúria on va establir l'estat titella de Manxukuo. El 1937, l'exèrcit japonès iniciarà una invasió a la Xina.
Beijing en aquells dies era coneguda en Occident com a Pequín i els seus habitants nadius i estrangers eren conscients que estaven vivint la fi d'una època. Era la tercera ciutat més important de la Xina i la capital de la República de la Xina era Nanking on s'havia traslladat Chiang malgrat el seu èxit en la denominada Expedició del Nord. Els japonesos pressionaven la ciutat de Beijing controlant moltes vies d'accés.i, en els seus plans de conquesta, debilitar la resistència de la ciutat era vital. Fomentant el caos i el desànim els objectius serien més fàcils. A la ciutat arribaven refugiats d'altres zones. Una fracció important estava formada per estrangers (russos blancs, jueus, fugitus de la justícia, etc. que acceptaven qualsevol tipus de feina i en molts casos es van involucrar en activitats criminals. Beijing estava minat pel tràfic de drogues i les provocacions japoneses eren habituals, Els pequinesos tenien assumit que Chiang estava disposat a abandonar la ciutat a canvi de preservar la Xina del sud del Yangtzi. El futur es veia amb pessimisme i la por a una massacre era considerada una possibilitat real.

## Circumstàncies que van envoltar l'assassinat
El matí del 8 de gener de 1937, el cos severament mutilat de Pamela Werner va ser trobat al peu de la Torre de la Guineu de Dongbianmen (Beijing) tocant al barri de la Legació on estaven concentrats els diplomàtics estrangers i on a prop hi havia un perillós barri a l'exterior..
El cos de la jove estava tallat. Després de morta li van pbrir el ventre. Els baixos fons de Beijing es trobaven a l'exterior, ple de prostíbuls i locals on es fumava opi regentats per russos blancs i on els
rōnin (浪人 en japonès), delinqüents japonesos i coreans traficaven amb opi i heroïna. Els responsables de la investigació foren el coronel Han i l 'inspector de Scotland Yard Richard Dennis i de seguida va quedar clar el grau de corrupció en lal Legació i la misèria del barri xinès que ningú volia veure.
El pare de Pamela, davant les presses per tancar el cas va contractar detectius i informants xinesos, Molts punts foscos s'han arribat a saber:(per exemple, el director de l'internat de Pamela li va fer proposicions deshonestes per la qual cosa la noia va deixar el centre) i havien tres pistes. Una duia a un dentista Wentworth Prentice organitzador d'orgies on es violaven a joves occidentals i que tenia la protecció d'autoritats. Pamela s'hauria resistit i un cop morta traslladada a la Torre de la Guineu tractada com si fos l'acte sàdic d'una triada xinesa. Una altra pista conduïa a una confusió en la que es va assassinar la víctima equivoca.. El coronel podía haver estat subornat i els funcionaris britànics molt ineficients.